# Попова (озеро)
Попова — озеро в Костанайском районе Костанайской области Казахстана. Находится в 3 км к востоку от села Рязановка.
По данным топографической съёмки 1943 года, площадь поверхности озера составляет 1,14 км². Наибольшая длина озера — 1,5 км, наибольшая ширина — 1,2 км. Длина береговой линии составляет 4,5 км, развитие береговой линии — 1,18. Озеро расположено на высоте 183,4 м над уровнем моря.